# Mats O. Svensson
Mats O. Svensson, född 2 oktober 1987 i Linköping, är en svensk författare, litteraturkritiker och översättare. Han är sedan 2017 redaktionsmedlem i kulturtidskriften Vagant.
Svensson har studerat vid Uppsala universitet och varit verksam som frilanskritiker i Upsala Nya Tidning, Dagens Nyheter och Svenska Dagbladet. Han var redaktör för nättidskriften Floret, var chefredaktör och ansvarig utgivare för kulturtidskriften Tydningen. Han debuterade 2021 med essän De som sjöng vid civilisationens slut. Om lyrik i antropocen på förlaget Faethon. Han har översatt Morten Chemnitz, Daniela Danz, Rainald Goetz och Hans Magnus Enzensberger till svenska.